# Coupling Collection
Coupling Collection (カップリングコレクション?) è il secondo greatest hits del gruppo musicale giapponese j-pop Flow, pubblicato il 4 novembre 2009 dalla Ki/oon Records. La tracklist dell'album è stata scelta tramite un sondaggio dai fan del gruppo, che hanno selezionato i brani presenti nell'album fra 33 lati B e 15 singoli.

## Tracce
1. PULSE
2. Fiesta
3. Shakys
4. Steppers high
5. NIGHT PARADE (FLOW∞HOME MADE Kazoku)
6. KANDATA
7. Boku ni Sasageru Ballad (僕に捧げるバラード)
8. ESCA
9. Sharirara (シャリララ)
10. RISING DRAGON
11. Always
12. Kaleidoscope (カレイドスコープ)
13. Image
14. Nostalgia (ノスタルジア)
15. Tabibito (旅人)
16. DAYS -PIANO HOUSE Mix- (Bonus Track)
17. Just do it!!! (Bonus Track)
18. SUMMER FREAK (Bonus Track)
19. Fun Time Delivery 2009 (Bonus Track)